# Plantago squarrosa
Plantago squarrosa är en grobladsväxtart som beskrevs av Johan Andreas Murray. Plantago squarrosa ingår i släktet kämpar, och familjen grobladsväxter. Inga underarter finns listade i Catalogue of Life.